# Estación de Tremañes-Langreo
Tremañes-Langreo es un apeadero ferroviario situado en el municipio español de Gijón en el Principado de Asturias. Forman parte de la red de vía estrecha operada por Renfe Operadora a través de su división comercial Renfe Cercanías AM. Está integrado dentro del núcleo de Cercanías Asturias. Pertenece a la línea C-5 (antigua F-5) que une Laviana con Gijón.
A 500 metros hacia el noroeste existe una parada homónima usada por la línea C-4 que transcurre entre Cudillero y Gijón.

## Situación ferroviaria
La estación se encuentra en el punto kilométrico 2,47 de la línea férrea de ancho métrico que une Gijón con Laviana siguiendo el recorrido del Ferrocarril de Langreo, a 15,2 metros de altitud.

## La estación
Está ubicada en Tremañes una antigua parroquia integrada en 1981 en el área metropolitana de la ciudad de Gijón. Cuenta con un solo andén lateral al que accede una vía.

## Servicios ferroviarios

### Cercanías
Forma parte de la línea C-5 de Cercanías Asturias. La frecuencia media es de un tren cada 60 minutos, aunque disminuye durante los fines de semana y festivos.
| procedencia/destino | < estación | Línea | estación > | destino/procedencia |
| ------------------- | ---------- | ----- | ---------- | ------------------- |
| Gijón               | Gijón      |       | Sotiello   | Laviana             |